# Peixotoa floribunda
Peixotoa floribunda är en tvåhjärtbladig växtart som beskrevs av C.E.Anderson. Peixotoa floribunda ingår i släktet Peixotoa och familjen Malpighiaceae. Inga underarter finns listade i Catalogue of Life.